# Ayomide Bello
Ayomide Emmanuel Bello (4 aprile 2002) è una canoista nigeriana.

## Biografia
All'età di diciassette anni, ha vinto quattro medaglie d'oro ai Giochi panafricani di Rabat 2019: nel C-1 200 metri e nel C-1 500 metri, e, in coppia con la connazionale Tubereferia Goodness Foloki nel C-2 200 metri e nel C2 500 metri. I risultati le hanno permesso di qualificarsi per i Giochi olimpici di Tokyo 2020 e diventare prima donna nigeriana ad avere un posto olimpico nella canoa.

## Palmarès
- Giochi panafricani

Rabat 2019: oro nel C-1 200 metri; oro nel C-1 500 metri; oro C-2 200 metri; oro nel C-2 500 metri;